# チャオチャオ
チャオ チャオ（Qiao Qiao、乔乔、1980年 - ）は、中国の女性歌手である。
中国で初めてレズビアンであることを公表した女性歌手として知られている。彼女は2006年に最初のシングル「爱不分」（「愛に違いはない」の意）を発表した。ミュージック・ビデオでは、恋をしている2人のバレリーナが登場する。彼女は北京市に店舗を構える老舗のダイクバー「Feng」のオーナーでもある。中国初の同性愛専門番組『Tong Xing Xiang Lian』に最初のゲストとして出演した。